# نمس الكاب الرمادي
يُعتبر نمس الكاب الرمادي (الاسم العلمي: Galerella pulverulenta) الذي يُسمى أيضًا النمس الرمادي الصغير، من الثدييات الصغيرة في جنوب إفريقيا وليسوتو وجنوب ناميبيا.
وهو نوع صغير (طوله 55-69 سم، يتراوح وزنه بين 0.5 و1.0 كجم). ذو لون رمادي غامق مع ذيل أغمق. الأرجل رمادية داكنة من بقية الجسم.